# Антраль
Антраль (лат. Antral) — синтетичний лікарський препарат, що застосовується як гепатопротектор, та, згідно даних вітчизняних клінічних досліджень, має антиоксидантну, мембраностабілізуючу, ангіопротекторну, імуномодулюючу, противірусну та регенеративну дію. За своїм хімічним складом антраль є комплексною сполукою алюмінію з N-(2,3-диметил)-фенілантраніловою (мефенаміновою) кислотою, та застосовується перорально. Антраль розроблений у Інституті фармакології і токсикології АМН України, та застосовується у клінічній практиці з 1994 року. Антраль застосовується як лікарський препарат виключно в Україні.

## Фармакологічні властивості
Антраль є синтетичним препаратом, який за своїм хімічним складом є комплексною сполукою алюмінію з N-(2,3-диметил)-фенілантраніловою (мефенаміновою) кислотою. Згідно клінічних досліджень українських вчених, механізм дії препарату обумовлений властивостями як алюмінію, так і мефенамінової кислоти, які входять до його складу, та пов'язаний із попередженням накопичення гідропероксидів ліпідів, зв'язуванням вільних радикалів у крові та тканинах організму, активацією ендогенної антиоксидантної системи захисту організму, стимулюванню процесів тканинного дихання внаслідок активації системи цитохромів, унаслідок чого сприяє відновленню глікогено- та білково-синтетичної функції печінки, а також ліпотропної функції печінки, покращується синтез фосфоліпідів, що призводить до стимуляції репаративних процесів у печінці, зменшення ступеня ураження гепатоцитів і клітин Купфера, покращення енергозабезпечення і нормалізації функціонування монооксигеназних систем, наслідком чого є покращення антитоксичної функції печінки. Антраль має також протизапальну, протиексудативну та знеболювальну дію, що полягає у здатності препарату стабілізувати мембрани лізосомних ферментів, гальмувати міграцію клітин до вогнища запалення, пригнічувати утворення АТФ, гальмувати дегрануляцію базофілів, інгібувати циклооксигеназу, порушуюючи синтез
простагландинів та інших медіаторів запалення, пригнічує як синтез, так і активність брадикініну та інших нейроактивних речовин. Окрім того, антраль має ангіопротекторну дію, що проявляється у здатності препарату покращувати капілярну гемоперфузію та мікроциркуляцію; препарат має також імуномодулюючі властивості (за рахунок наявності у своєму хімічному складі мефенамінової кислоти), що полягає у стимулюванні продукції ендогенного інтерферону, підвищенні фагоцитарної активності нейтрофілів і макрофагів, здатності відновлювати нормальний імунний статус, а також збільшенні під його впливом кількості Т-хелперів, зниженні рівня циркулюючих імунних комплексів, що призводить до зменшення вираженості метаболічного токсикозу. При застосуванні антралю також покращуються біохімічні показники: рівень білірубіну в крові, активність амінотрансфераз, гаммаглутамілтранспептидази та лужної фосфатази, рівень холестерину, кількість гамма-глобулінів, показник протромбінового індексу. На відміну від більшості гепатопротекторів, антраль не має жовчогінної дії, що дає можливість використання препарату у хворих із внутрішньопечінковим холестазом, при порушенні прохідності жовчевих шляхів, відсутності жовчного міхура та при резекції печінки, коли посилення жовчевиділення може погіршити перебіг захворювання. Антраль також сприяє покращенню біохімічних показників у хворих із супутнім хронічним панкреатитом, сприяє ремісії хронічних запальних захворювань дванадцятипалої кишки та інших органів травної системи, а також сприяє регенерації слизової дванадцятипалої кишки, та спричинює позитивний вплив на трофіку тканин при цукровому діабеті. Згідно повідомлень українських вчених, антраль мав високу ефективність під час лікування хворих вірусними гепатитами під час спалахів захворювань на гепатит А і гепатит E у східних регіонах України, а також його ефективність як профілактичного засобу для профілактики інфікування гепатитами із фекально-оральним механізмом передачі у вогнищах гепатитів під час спалахів захворювання. Згідно даних клінічних досліджень, антраль не має імунотоксичної, місцевоподразнювальної, алергенної, ульцерогенної, ембріотоксичної і тератогенної дії.

### Фармакокінетика
Антраль після перорального застосування відносно повільно всмоктується, максимальна концентрація в крові досягається протягом 3—4 годин після прийому препарату. Біодоступність препарату не встановлена. Метаболізм антралю не досліджений, виводиться препарат з організму з сечею і калом. Період напіввиведення антралю становить 4—5 годин, цей час може збільшуватися при порушеннях функції нирок.

## Показання до застосування
Антраль застосовується у комплексному лікуванні гострих та хронічних гепатитів різного генезу (у тому числі вірусних та токсичних), алкогольної хвороби печінки, жирової дистрофії та цирозу печінки, холециститів, панкреатитів, запальних захворювань селезінки, постхолецистектомічного синдрому, а також для профілактики уражень печінки внаслідок токсичної дії різної етіології та променевого ураження печінки.

## Побічна дія
При застосуванні антралю побічні ефекти спостерігаються рідко, та переважно є неважкими. Найчастіше при застосуванні препарату спостерігаються загальна слабість, запаморочення, нудота, диспепсія, біль у животі, діарея, а також алергічні реакції — висипання на шкірі або гіперемія шкіри, свербіж шкіри, кропив'янка, набряк Квінке.

## Протипокази
Антраль протипоказаний при підвищеній чутливості до препарату, при порушенні функції нирок. Антраль не застосовують дітям до 4 років.

## Форми випуску
Антраль випускається у вигляді таблеток по 0,1 та 0,2 г. Антраль разом із лецитином входить до складу препарату «Ліолів-Біолік».